# WarioWare: Twisted!
Wario Ware Twisted!, conocido en Japón como Mawaru Made In Wario (まわる メイドインワリオ, Mawaru Meido in Wario, lit. "Turning Made in Wario"), es un videojuego desarrollado por Intelligent Systems para Game Boy Advance, perteneciente a la serie de WarioWare. Es el tercer juego de la saga y el segundo en salir en Game Boy Advance. Llegó al mercado en octubre de 2004 en Japón y en mayo de 2005 en Australia y Estados Unidos, no habiendo llegado al mercado en Europa.
Este al igual que su predecesor WarioWare, Inc.: Minigame Mania, se basa en microjuegos de menos de 5 segundos, pero a diferencia de este, utiliza un giroscopio incorporado en el cartucho para completar los retos que se te presentan a lo largo del juego dado que la consola GameBoy Advance no tiene giroscopios. Este giroscopio funciona en Gameboy Advance SP, Nintendo DS original y Nintendo DS Lite pese que esto colocan los cartuchos GBA en el lado inferior de la consola al contrario del GBA original.

## Argumento
Wario, después de echarse una siesta juega a la Game Boy Advance pero se enoja al perder en el juego y la lanza, esta rebota y choca contra la cabeza de Wario, dejándola inservible, por lo que Wario Visita al Dr. Crygor y le pide que la arregle. El Dr. Crygor la mete en un invento y salen un montón, pero estas salen sin botones. Wario la prueba y ve que no se puede jugar. El Dr. Crygor le hace un gesto para decirle que tiene que moverla y a Wario no le cuesta ganar. De pronto llegan Mona y 9-Volt y toman una consola, empiezan a jugarla y les gusta. Wario se le ocurre venderlas y hacerse rico.

## Modos de juego
| Nombre            | Descripción |
| ----------------- | --- |
| Speed-Spin        | Microjuegos de Wario. Todos son giro. Se debe completar los juegos tan rápido como se pueda antes que el reloj llegue a cero. Completar micro-juegos incrementa el tiempo hasta un máximo de 30 segundos. El Boss Stage es romper un jarrón utilizando un yoyo. |
| Mini-Spin         | La anfitriona es Mona. Los micro-juegos requieren movimientos de precisión. El Boss Stage es guiar un vehículo para atravesar relámpagos; en dificultad 2 y 3, el vehículo es más grande y pesado. |
| Big Tipper        | El anfitrión es Jimmy T. Los microjuegos involucran mover el dispositivo a grandes ángulos. El Boss Stage es subir una escalera de caracol evitando obstáculos. Si tardas demasiado aparece una rana y empuja al personaje de la escalera. |
| Tap Out           | Las anfitrionas son Kat y Ana. Los micro-juegos se controlan únicamente con el botón A. El Boss Stage es disiparle a una nariz. En este stage es necesario mover la pantalla a posición vertical |
| Steer Clear       | Los anfitriones son Dribble y Spitz. Los micro-juegos son giro pero también utilizan el botón A. El Boss Stage es moverse en una carretilla evitando obstáculos y agujeros (saltar con A ) y utilizando el giroscopio para acelerar. |
| Gravitator        | El anfitrión es Dr. Crygor. Los micro-juegos son giro. El Boss Stage es mantener un personaje en vertical para que no caiga mientras se mueve por el escenario |
| Time Warp         | El anfitrión es Orbulon. Cada micro-juego dura el doble comparado con los modos anteriores, son tipo giro. El Boss Stage es mover piezas de un puente para que personas, avestruces y vehículos puedan pasar. |
| Spintendo Classic | Los anfitriones son 9-Volt y 18-Volt. Todos los micro-juegos están basados en juegos de NES/Famicon. Todos son tipo giro pero algunos también utilizan el botón A. Este modo tiene un aspecto completamente diferentes entre la versiones japonesa e internacional. En el japonés el escenario es una Famicon blanca y las vidas son representados por criaturas verdes, en internacional es una NES americana gris y las vidas son mini-warios. El Boss Stage está basado en el Super Mario Bros original. |
| Spandex Challenge | El anfitrión es Wario-Man. Todos los micro-juegos están protagonizados por Wario e involucran todos los tipos posibles de giro. El Boss Stage es bailar mambo. |
| Frantic Fronk     | Estos micro-juegos aparecen aleatoriamente en los modos de Jimmy T., Dr. Crygor, Orbulon y Wario-man, su presencia es señalado por un sonido. Son más cortos que los otros micro-juegos y todos son protagonizados por Fronk. |

- Datos: Q1368157